# Ivan Brondi
Ivan Brondi de Carvalho, mais conhecido apenas como Ivan Brondi (Santa Cruz do Rio Pardo, 7 de outubro de 1941), é um  ex-futebolista brasileiro que atuou como meio-campo pelo Palmeiras e, posteriormente, pelo Náutico. Hoje em dia trabalha como dentista, é sócio e conselheiro do Náutico.
| “ | Tive muitas glórias na minha vida, quase todas no Náutico. É um pedaço de mim. | ” |

## Carreira

### Palmeiras
Ivan Brondi foi revelado no Palmeiras, em 1960. Jogou apenas 10 partidas pelo alviverde, marcando um gol. Ainda neste ano, foi à Roma jogar pela Seleção Brasileira nas Olimpíadas, onde jogou duas partidas. Na volta de Roma, foi emprestado ao Botafogo de Ribeirão Preto, voltando, no entanto, ao alviverde na temporada seguinte.
Sem espaço no Palestra Itália, o jogador foi cedido de empréstimo ao Náutico em 1963 por um período de dez meses.

### Náutico
Sua carreira pelo Náutico foi marcada por várias glórias alcançadas pelo clube no que hoje é conhecida como sua década áurea. Ivan Brondi foi o cérebro do time coordenando o meio-campo alvirrubro ao longo da conquista do Hexacampeonato de 1963 a 1968.
Em 1963, conquistou o Campeonato Pernambucano daquele ano. Após ter passado dez meses jogando pelo Timbu, a diretoria alvirrubra ficou satisfeita com o jogador e decidiu comprá-lo ao Palmeiras. O jogador ainda iria conquistar os Pernambucanos de 1965, 1966, 1967 e 1968.
Ivan foi quem mais atuou nas seis campanhas que deram ao Náutico o hexacampeonato pernambucano de 1963 a 1968. O jogador participou de 126 das 140 partidas que a equipe disputou nesse espaço de tempo: Ivan Brondi participou de 91% delas. É tido como um dos maiores ídolos do clube Alvirrubro.
Pela Taça Brasil de 1966, Ivan Brondi participou da histórica goleada de 5–3 contra o Santos, de Pelé. Apesar da vitória, o Náutico não seguiu na competição por ter vencido apenas uma partida de uma melhor de três contra o alvinegro praiano. Na Taça Brasil de 1967, Ivan Brondi foi peça fundamental no time que eliminou o mesmo Santos de Pelé nas semi-finais e perdeu a final para o Palmeiras, conquistando o Vice-campeonato e a participação na Libertadores do ano seguinte.
O Náutico participou da Copa Libertadores da América de 1968 e Ivan Brondi marcou um gol no empate de 1–1 contra o Deportivo Portugués, da Venezuela. Apesar de o Náutico ter terminado em segundo colocado na fase de grupos, o clube foi penalizado pela CONMEBOL por ter feito uma segunda substituição em uma partida – regra tal que havia sido oficializada pela FIFA e adotada pela CBD, mas que, entretanto, não era adotada pela CONMEBOL. Com isso, o Náutico perdeu um ponto e terminou em 3º lugar do grupo.
| “ | Teríamos nos classificado se não fosse o 'tapetão'. A gente poderia chegar bem mais longe. | ” |

## Títulos
Palmeiras
- Taça Brasil (Campeonato Brasileiro): 1960

- Campeonato Paulista: 1959

Náutico
- Taça Norte: (1965, 1966, 1967)

- Copa dos Campeões do Norte de 1966: (1966)

- Campeonato Pernambucano de Futebol: (1963, 1964, 1965, 1966, 1967 e 1968)

- Torneio Início de Pernambuco: (1963, 1964, 1965)